# 短柄细叶连蕊茶
短柄细叶连蕊茶（学名：Camellia parvilimba var. brevipes）为山茶科山茶属细叶连蕊茶（Camellia parvilimba）的变种。分布于中国大陆的江西等地，目前尚未由人工引种栽培。